# Mariä Himmelfahrt (Krotoszyce)
Die römisch-katholische Kirche Mariä Himmelfahrt (polnisch Kościół Wniebowzięcia Najświętszej Maryi Panny) ist die Pfarrkirche von Krotoszyce (deutsch: Kroitsch) im Powiat Legnicki der Woiwodschaft Niederschlesien in Polen.

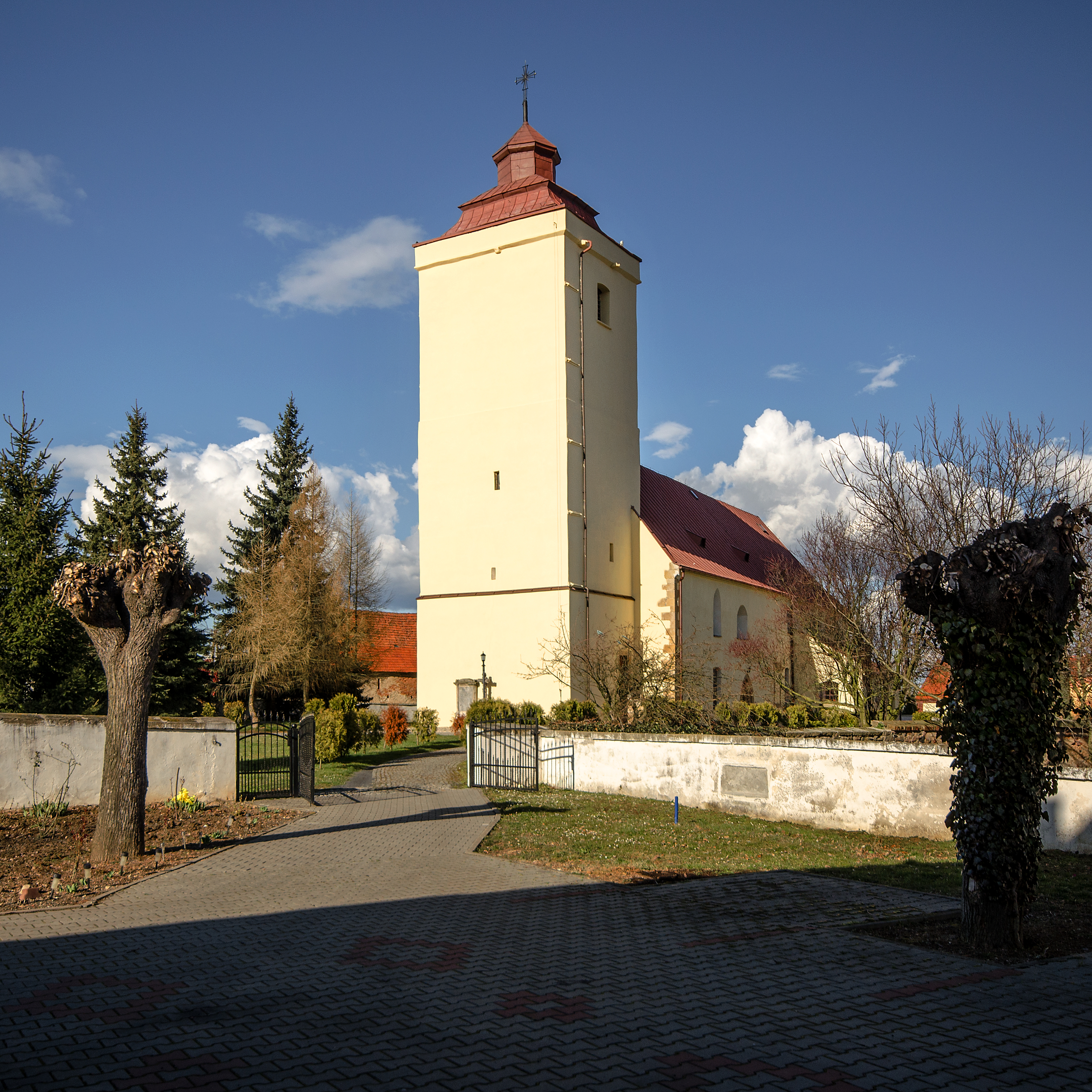
Mariä Himmelfahrt in Kroitsch

## Baugeschichte
Von den nahen Dörfern Ober- und Nieder-Crayn ist 1217 belegt, dass sie nach Schlaup eingepfarrt waren. Daher bestand in Kroitsch vermutlich keine Kirche und es scheint wahrscheinlich, dass die Kirche von den ersten deutschen Siedlern zwischen 1255 und 1280 erbaut wurde. Im Jahre 1305 wird „Crochositz“ mit 29 Hufen erwähnt, von denen eine Hufe der Kirche gehörte. Die Kirche selbst ist aber erst 1335 erstmals erwähnt. Möglicherweise ist der Turm älter als die Kirche selbst.
Das Kirchenpatronat gehörte dem Liegnitzer Kartäuserkloster. Zu Beginn der Reformation wurde die Kirche 1524 evangelisch. Jedenfalls lässt sich kein katholischer Nachfolger des 1518 gestorbenen Pfarrers Kilian Meuer (oder Meyer) feststellen, aber auch die Namen der ersten evangelischen Pfarrer sind unbekannt. Möglicherweise gab es auch eine pfarramtliche Verbindung nach Hochkirch. Von 1560 ab, als Pfarrer Johann Süßebach aus Bunzlau hier einzog, bis 1945/46 predigten hier evangelische Pfarrer. 
1626 wurde die Kirche gründlich erneuert. Dabei wurde die Turmspitze umgestaltet und das Kirchenschiff in seiner Länge verdoppelt; es erhielt ein Spitzkappentonnengewölbe, das niedriger als die vorherige Decke war. Die Spitzbogenfenster wurden umgestaltet, bis auf ein einziges, das bis heute erhalten ist. Die Fenster wurden verkürzt und bekamen eine rechteckige Sandsteinfassung. Das einzige ursprünglich erhaltene Spitzbogenfenster ragte also über das neue Gewölbe hinaus. An der Südseite blieb ein Spitzbogenportal mit Rundstäben erhalten. Während des Dreißigjährigen Kriegs befand sich 1642 zeitweise ein Kaiserliches Hauptquartier im Schloss Kroitsch; Pfarrhaus und Pfarrgut wurden geplündert und gerieten in Brand. Das Dach des Kirchturms wurde beschädigt, die Glocken bekamen Risse.

## Kircheninneres
Die Kirche besitzt im Westteil ein Gewölbe, im Ostteil eine einfache Holzdecke. Ringsumher verläuft eine Doppelreihe von Emporen. Die Brüstungen sind abwechselnd mit Gemälden und mit Ornamenten gestaltet. Im Innern befinden sich vier Logen: die Schmochwitzer Loge mit dem Schmochwitzer Wappen im Norden, die Crayner Loge mit dem Wappen der Schweinitz in der Nähe des Altars, die Riemberger Loge und die Patronatsloge. Die Orgel stammt von der Schweidnitzer Firma Schlag & Söhne. Erhalten ist auch ein Teil eines Marienaltars, der nach der Reformation unter die Orgelempore verbannt wurde. Der Marienaltar aus der Zeit um 1480 war ursprünglich ein Flügelaltar.